# Cidadania
Гражданство (порт. Cidadania) — политическая партия Бразилии. Раньше она называлась Социалисти́ческая наро́дная па́ртия Брази́лии (порт. Partido Popular Socialista), но Национальный съезд партии утвердил новое название в марте 2019 года, а затем оно было одобрено Высшим избирательным судом в сентябре того же года.
Образовалась против воли коммунистов в 1992 году в результате переименования Бразильской коммунистической партии после распада СССР и кризиса коммунистического движения.
По результатам выборов, прошедших в 2006 году, получила в парламенте 21 мандат из 513 возможных.
Придерживается антикоммунистической, социал-демократической ориентации. Изначально входила в правительство Лулы да Силвы, но покинула его в 2004 году (лидер партии Сиро Гомеш остался министром и перешёл в Социалистическую партию Бразилии), а на президентских выборах 2010 года поддерживала кандидата правой коалиции.
23 марта 2019 года на внеочередном съезде партия решила изменить свое название на «Гражданство» (Cidadania), официально отказавшись от любых ссылок на социализм и социал-демократию и перейдя на социал-либеральные и центристские позиции. Новое название будет рассмотрено TSE и ожидает одобрения.
19 сентября 2019 года новое название было одобрено TSE.

## Результаты выборов

### Президентские выборы
| Год  | Кандидат                                | Голоса     | %      |
| ---- | --------------------------------------- | ---------- | ------ |
| 1998 | Сиро Гомеш                              | 7 424 783  | 11,0 % |
| 2002 | Сиро Гомеш                              | 10 166 324 | 12,0 % |
| 2006 | Не выдвинут, поддержан Джеральдо Алкмин | н.д.       | н.д.   |
| 2010 | Не выдвинут, поддержан Жозе Серра       | н.д.       | н.д.   |
| 2014 | Не выдвинут, поддержана Марина Силва    | н.д.       | н.д.   |
| 2018 | Не выдвинут, поддержан Джеральдо Алкмин | н.д.       | н.д.   |
| 2022 | Не выдвинут, поддержана Симона Тебет    | н.д.       | н.д.   |